# Прециози, Альбер
Альбер Александр Прециози (фр. Albert Alexandre Preziosi; 25 июля 1915, Веццани — 28 июля 1943, Орёл) — французский военный лётчик, боец полка «Нормандия».

## Биография
Родился на острове Корсика в семье сельского жандарма. В 1930-х покинул родную деревню и в 1935 году поступил в авиационную школу Салон-де-Прованс.
В начале Второй мировой войны был капитаном французских ВВС. В 1940 году присоединился к 1-й истребительной группе, которая действовала в Египте и Ливии.
Позже Прециози добрался до СССР. 28 октября 1942 года он присоединился к истребительному полку «Нормандия» (позже переименованный в «Нормандия—Неман»). Подразделение состояло из французских лётчиков, которые сражались на Восточном фронте.
В воздушными бою на орловском направлении пилота сбили. Его тело было спешно похоронено вместе с советскими военнослужащими и партизанами.

## Муаммар Каддафи
В 1941 году самолёт Прециози из-за технической неисправности вынужденно сел в Ливийской пустыне. Выжить лётчику помогли бедуины из племени сенусси. Некоторое время он прожил у них. Пилот вступил в любовную связь с местной женщиной, которая после родила от него мальчика. По некоторым сведениям, ребёнком был будущий лидер Ливийской Джамахирии Муаммар Каддафи. Слухи базировались на следующем:
1. История о том, что у Прециози был биологический сын в Ливии, циркулировала среди его сослуживцев;
2. В молодости Каддафи был очень похож на Прециози.

Впервые в СМИ подобная информация появилась в 1970-е годы. Однако эти предположения не были подтверждены по результатам изучения архива ВВС Франции и родственниками пилота.

## Награды
- Орден Отечественной войны ІІ степени (посмертно, май 1965)[3]

## Память
- Именем Прециози названа 126-я авиабаза ВВС Франции (Вентизери, Верхняя Корсика)[7]. Объект использовался в ходе интервенции НАТО в Ливии против войск Муаммара Каддафи[4][2].